# آرتور آیشنگرون
آرتور آیشنگرون (آلمانی: Arthur Eichengrün؛ ۱۳ اوت ۱۸۶۷ – ۲۳ دسامبر ۱۹۴۹) شیمی‌دان، دانشمند مواد و مخترع آلمانی بود.